# یواس‌اس مک‌کلاچ (۱۸۹۷)
یواس‌اس مک‌کلاچ (۱۸۹۷) (به انگلیسی: USS McCulloch (1897)) یک کشتی بود که طول آن ۲۱۹ فوت (۶۷ متر) بود.